# Rebecca Ferguson (aktorka)

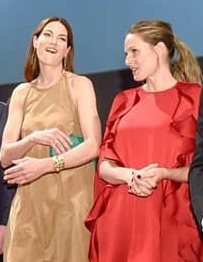
Michelle Monaghan i Rebecca Ferguson (2018)

Rebecca Louisa Ferguson Sundström (ur. 19 października 1983 w Sztokholmie) – szwedzka aktorka, która grała m.in. rolę Elizabeth Woodville w serialu Biała królowa, za którą była nominowana do Złotego Globu, a także rolę Ilsy Faust w serii filmów Mission: Impossible.

## Życiorys
Początkowo grała głównie w szwedzkich produkcjach. W 2013 zagrała główną rolę w serialu BBC Biała królowa, po czym zaczęła pojawiać się w produkcjach hollywoodzkich.
Przełomem w jej karierze była rola Ilsy Faust w Mission: Impossible – Rogue Nation. Sukcesem komercyjnym okazał się także film Król rozrywki. Wystąpiła również w adaptacji powieści Stephena Kinga Doktor Sen.

## Filmografia

### Filmy
| Tytuł                                | Rok  | Rola           | Uwagi           |
| ------------------------------------ | ---- | -------------- | --------------- |
| Strandvaskaren                       | 2004 | Amanda         |                 |
| Plus                                 | 2008 |                | krótkometrażowy |
| Irresistible                         | 2009 | Kobieta        | krótkometrażowy |
| Flyga, inte dala                     | 2009 |                | krótkometrażowy |
| Lennart                              | 2009 |                | krótkometrażowy |
| Arkiv                                | 2010 |                | krótkometrażowy |
| A One-Way Trip to Antibes            | 2011 | Maria          |                 |
| Vi                                   | 2012 | Linda          |                 |
| Cold Night                           | 2013 |                |                 |
| Herkules                             | 2014 | Ergenia        |                 |
| Mission: Impossible – Rogue Nation   | 2015 | Ilsa Faust     |                 |
| Despite the Falling Snow             | 2016 | Katya / Lauren |                 |
| Boska Florence                       | 2016 | Kathleen       |                 |
| Dziewczyna z pociągu                 | 2016 | Anna Watson    |                 |
| Life                                 | 2017 | Miranda North  |                 |
| Pierwszy śnieg                       | 2017 | Katrine Bratt  |                 |
| Król rozrywki                        | 2017 | Jenny Lind     |                 |
| Mission: Impossible – Fallout        | 2018 | Ilsa Faust     |                 |
| Dzieciak, który został królem        | 2019 | Morgana        |                 |
| Men in Black: International          | 2019 | Riza Stavros   |                 |
| Doktor Sen                           | 2019 | Rose the Hat   |                 |
| Cold Night                           | 2020 | Jenny Sorensen |                 |
| Diuna                                | 2021 | Lady Jessika   |                 |
| Reminiscencja                        | 2021 | Mae            |                 |
| Mission: Impossible – Dead Reckoning | 2023 | Ilsa Faust     |                 |
| Diuna: Część druga                   | 2024 | Lady Jessika   |                 |
| Mercy                                | 2026 |                | ukończony       |

### Telewizja
| Tytuł                     | Rok       | Rola                | Uwagi                    |
| ------------------------- | --------- | ------------------- | ------------------------ |
| Nya tider                 | 1999–2001 | Anna Gripenhielm    | 54 odcinków              |
| Ocean Ave.                | 2002      | Chrissy Eriksson    | 1 odc.                   |
| Wallander                 | 2008      | Louise Fredman      | 1 odc.                   |
| The Vatican               | 2013      | Olivia Borghese     | film telewizyjny         |
| The Inspector and The Sea | 2013      | Jasmine Larsson     | 1 odc.                   |
| Biała królowa             | 2013      | Elizabeth Woodville | główna rola, 10 odcinków |
| The Red Tent              | 2014      | Dina                | miniserial               |
| Silos                     | od 2023   | Juliette            | główna rola              |

## Nagrody
| Rok  | Nagroda                                     | Kategoria                                             | Tytuł                              | Wynik     | Przypis       |
| ---- | ------------------------------------------- | ----------------------------------------------------- | ---------------------------------- | --------- | ------------- |
| 2014 | Złote Globy                                 | Najlepsza aktorka w miniserii lub filmie telewizyjnym | Biała królowa                      | nominacja | [ 2 ]         |
| 2015 | Hamptons International Film Festival        | Przełomowa rola                                       |                                    | wygrana   | [ 3 ]         |
| 2015 | Critics’ Choice Movie Awards                | Najlepsza aktorka w filmie akcji                      | Mission: Impossible – Rogue Nation | nominacja | [ 4 ]         |
| 2016 | Buffalo International Film Festival         | Najlepsza aktorka w głównej roli                      | Despite the Falling Snow           | wygrana   | [ 5 ]         |
| 2016 | California Independent Film Festival        | Najlepsza aktorka                                     | Despite the Falling Snow           | nominacja | [ 6 ]         |
| 2016 | Critics’ Choice Awards                      | Najlepsza aktorka w filmie akcji                      | Mission: Impossible – Rogue Nation | nominacja | [ 7 ]         |
| 2016 | Empire Awards                               | Najlepsza nowa aktorka                                | Mission: Impossible – Rogue Nation | nominacja | [ 8 ]         |
| 2016 | Online Film & Television Association        | Najlepsza przełomowa rola kobieca                     | Mission: Impossible – Rogue Nation | nominacja | [ 9 ]         |
| 2016 | Prague Independent Film Festival            | Najlepsza aktorka                                     | Despite the Falling Snow           | wygrana   | [ 10 ]        |
| 2019 | Fright Meter Awards                         | Najlepsza aktorka drugoplanowa                        | Doktor Sen                         | wygrana   | [ 11 ]        |
| 2019 | Seattle Film Critics Society                | Złoczyńca roku                                        | Doktor Sen                         | nominacja | [ 12 ]        |
| 2019 | Utah Film Critics Association               | Najlepsza aktorka drugoplanowa                        | Doktor Sen                         | nominacja | [ 13 ]        |
| 2019 | Women Film Critics Circle                   | Najlepsza aktorka                                     | Doktor Sen                         | nominacja | [ 14 ]        |
| 2020 | Fangoria Chainsaw Awards                    | Najlepsza aktorka drugoplanowa                        | Doktor Sen                         | wygrana   | [ 15 ]        |
| 2021 | Nagroda Saturn                              | Najlepsza aktorka drugoplanowa                        | Doktor Sen                         | nominacja | [ 16 ]        |
| 2021 | Sunset Circle Awards                        | najlepsza aktorka drugoplanowa                        | Diuna                              | nominacja |               |
| 2021 | Indiana Film Journalists Association Awards | najlepsza aktorka                                     | Diuna                              | wygrana   |               |
| 2022 | Göteborg Film Festival                      | Nordic Honorary Dragon Award                          |                                    | wygrana   | [ 17 ]        |
| 2022 | Critics’ Choice Super Awards                | Najlepsza aktorka w filmie science fiction/fantasy    | Diuna                              | nominacja | [ 18 ]        |
| 2024 | Nagroda Saturn                              | Najlepsza aktorka w serialu telewizyjnym              | Silos                              | nominacja | [ 19 ] [ 20 ] |